# Lake Alice (Southland)
Der Lake Alice ist ein See in der Region Southland auf der Südinsel von Neuseeland.

## Geographie
Der Lake Alice befindet sich im Fiordland National Park, am südsüdöstlichen Ende des Te Houhou / George Sound. Der See, der sich auf einer Höhe von 60 m befindet, besitzt eine Flächenausdehnung von rund 1,86 km², bei einer Länge von rund 3 km in Ost-West-Richtung und einer maximalen Breite von rund 895 m in Nord-Süd-Richtung.
Gespeist wird der See durch den von Osten kommenden Edith River und am westlichen Ende wird der See über die 56 m hohen Alice Falls in den Te Houhou / George Sound entwässert.